# Amauri de Nantes
Amauri (Amaury) fou un comte franc de Nantes, d'origen incert. El 843 el rei bretó Nominoe, aliat a Lambert (després Lambert II de Nantes), va vèncer a les tropes franques a Messac. El comte Renald d'Herbauges va morir en la batalla i Lambert va poder ocupar Nantes. El 844 el comte Bernat II de Poitou i Hervé d'Herbauges foren derrotats i mort per Lambert, ara Lambert II de Nantes; no obstant va perdre el comtat de Nantes a mans del normands, abans aliats, dirigits per Hastein, que van saquejar Nantes i van matar el bisbe.
El 845 els bretons van fer una ofensiva, van vèncer els francs a Ballon, i van ocupar Roazhon (Rennes), Naoned (Nantes) i Gwened (Vannes), tot el territori de l'antiga Marca Bretona, i en les seves incursions arribaria fins i tot a l'Anjou (França) i el Vendôme. Lambert II de Nantes li donava suport però després d'ocupar Nantes i Angers, a finals del 845 es va sotmetre al rei Carles el Calb que li va reconèixer els comtats (Comtat d'Anjou i comtat de Nantes). Carles va haver de reconèixer tanmateix (maig del 846) l'autoritat de Nominoe sobre tota la Bretanya que esdevenia regne independent i no hauria de pagar més tributs al rei de França.
Aquesta pau sembla que va permetre al rei Carles el Calb disposar lliurement del comtat de Nantes i probablement de l'Anjou (que no estaven dins els dominis de Nominoe), dels quals Lambert II fou desposseït el mes d'agost del 846 rebent a canvi l'abadia laica de Saint-Colombe de Sens. Carles va cedir el comtat de Nantes i potser el d'Anjou a un dels seus fidels Amaury, que va governar tres anys (846-849). Sembla que no va tenir bones relacions amb Nominoe, que el 849 es va apoderar d'Angers i terres veïnes. El 849 Carles el Calb va haver de tornar a cridar a Lambert II per posar-lo al front dels comtats de Nantes, de Rennes i els territoris al sud del Loira (segurament amb l'Anjou); Lambert II (amb el suport del seu germà Warnar) no va tardar a trair al rei i retornar a l'aliança amb Nominoe. A causa de la defecció de Lambert II de Nantes, Nominoe va envair llavors Nantes i Rennes el 850 en ajut de Lambert, i junts va llençar incursions "amb inenarrable fúria" contra el Bessin i el comtat del Maine. L'estiu del 850 Carles el Calb es va dirigir a Rennes però va evitar la lluita en camp obert; va establir guarnicions a la ciutat de Rennes i de Nantes i va nomenar com a comte de Rennes i Vannes a Amaury; però quan va abandonar la zona Lambert i Nominoe van derrotar les guarnicions de les dues ciutats i les van recuperar (15 d'agost de 850); Amauri fou fer presoner i les fortificacions foren desmantellades per evitar la tornada dels francs.